# Dworek Ignacego Jana Paderewskiego
Dworek w Kąśnej Dolnej – dworek szlachecki zlokalizowany w miejscowości Kąśna Dolna, w powiecie tarnowskim, w województwie małopolskim, w Polsce. Budynek pochodzi z pierwszej połowy XIX w.
Jest to murowany parterowy budynek, skierowany na wschód, z otwartym gankiem opartym na czterech kolumnach i zwieńczonym attyką. Dwuspadowy dach dworku przykrywa nieużytkowe poddasze.
W dworku znajduje się m.in. fortepian czeskiej marki Petrof, który należał do Ignacego Jana Paderewskiego. Instrument, na którym tworzył i grał usytuowany jest w neorokokowym salonie budynku.

## Historia
Wybudowany w 1833 r. przez właściciela wsi, Pawła Gostkowskiego, kąśnieński dwór stał się znany w 1897 r., kiedy to  pełnomocnik Ignacego Jana Paderewskiego – Stanisław Roszkowski zakupił go od Barbary z Gostkowskich Jordan Stojowskiej. Przebudowa trwała dwa lata. Uczestniczył w niej artysta stolarz Bolesław Rzeszutko (1876–1920, ojciec Kazimierza, dziadek Wilhelma).
Dworek usytuowany jest na wzgórzu w 16-hektarowym parku założonym na przełomie XVIII i XIX w. Na zboczu w urządzonym parku zasadzono aleje: lipowe, dębowe i wiązowe, a w niżej położonej części ulokowano staw z wysepką.
Paderewski przebywał tutaj okresowo, zdecydował jednak, m.in. w związku z ponoszonymi wydatkami, aby zamieszkać gdzie indziej.
W 1903 nowymi właścicielami zostali rotmistrz Włodzimierz Kodrębski i jego żona Zofia z domu Foryst, córka tarnowskiego adwokata Piotra Forysta. Od nich majątek nabył ziemianin z Sanoka, Stanisław Nowak, który zmarł w Kąśnej w 1919.
W 1945 majątek upaństwowiono. Umieszczono w nim biuro pobliskiej przetwórni owoców, szkołę podstawową, a potem ośrodek wypoczynkowy dla pracowników firmy „Montin” (na tyłach dworku wybudowano w tym celu stołówkę). Stan zabudowań cały czas pogarszał się.

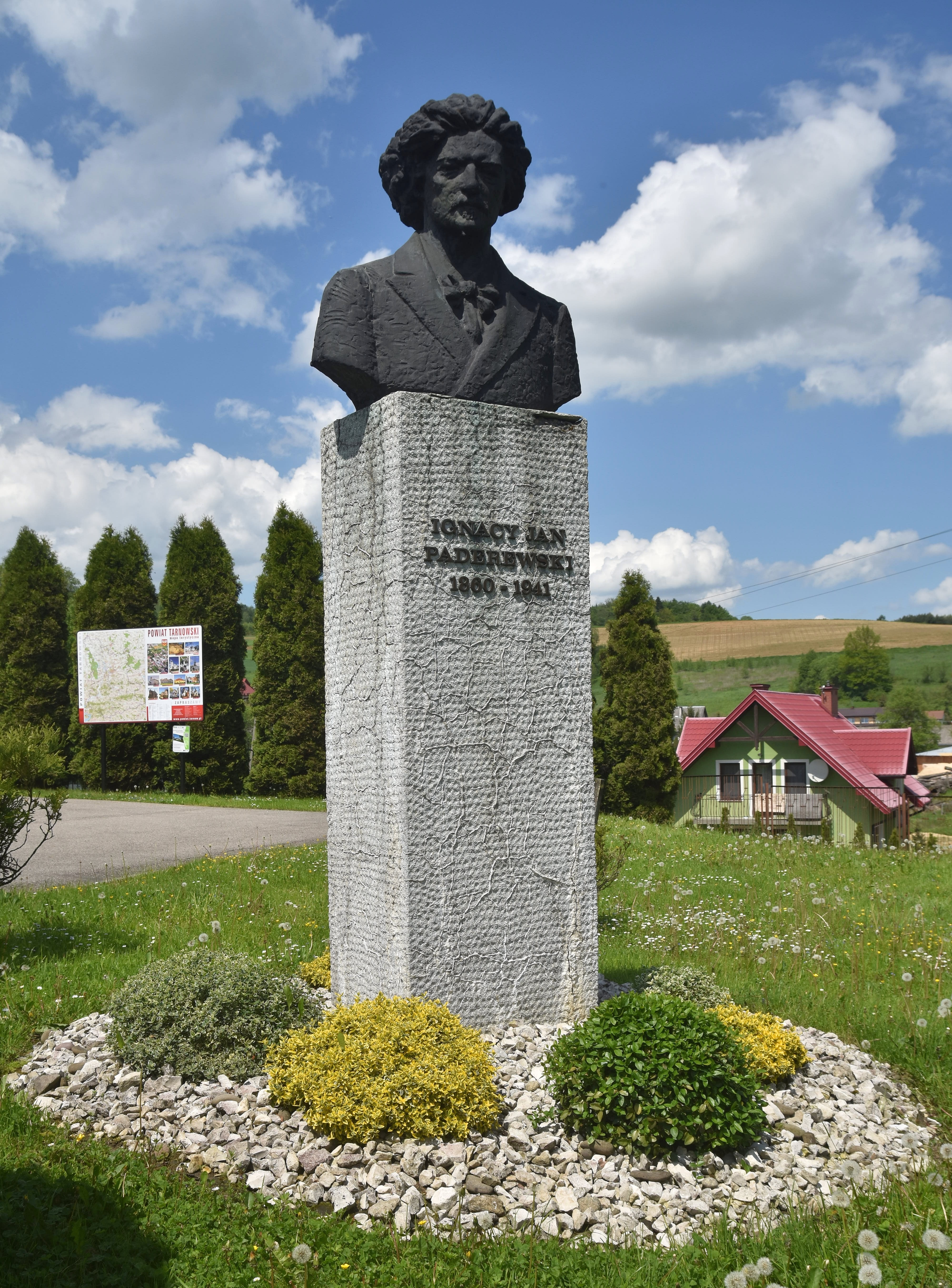
Popiersie Paderewskiego przy dworku
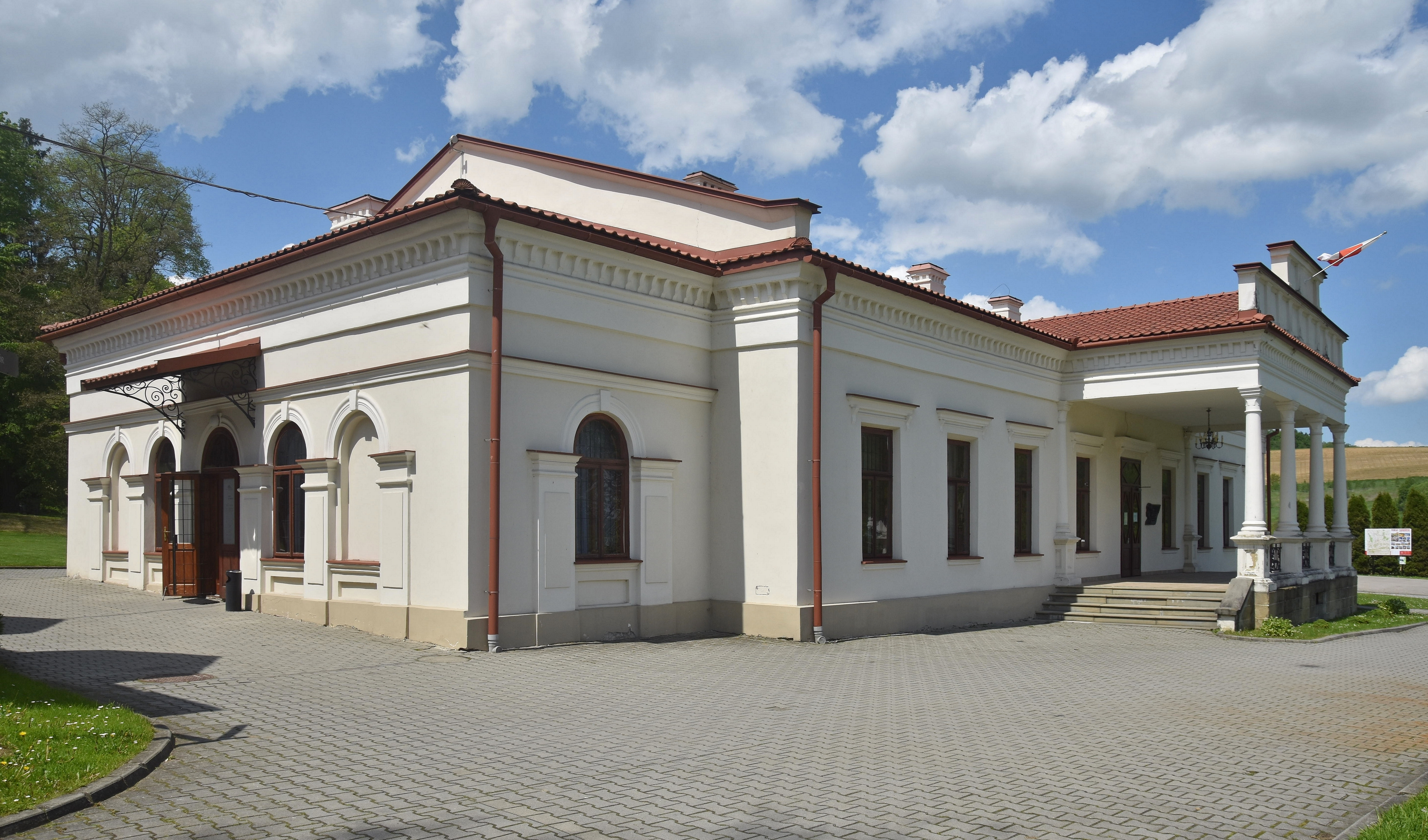
Bok i część frontowa dworku
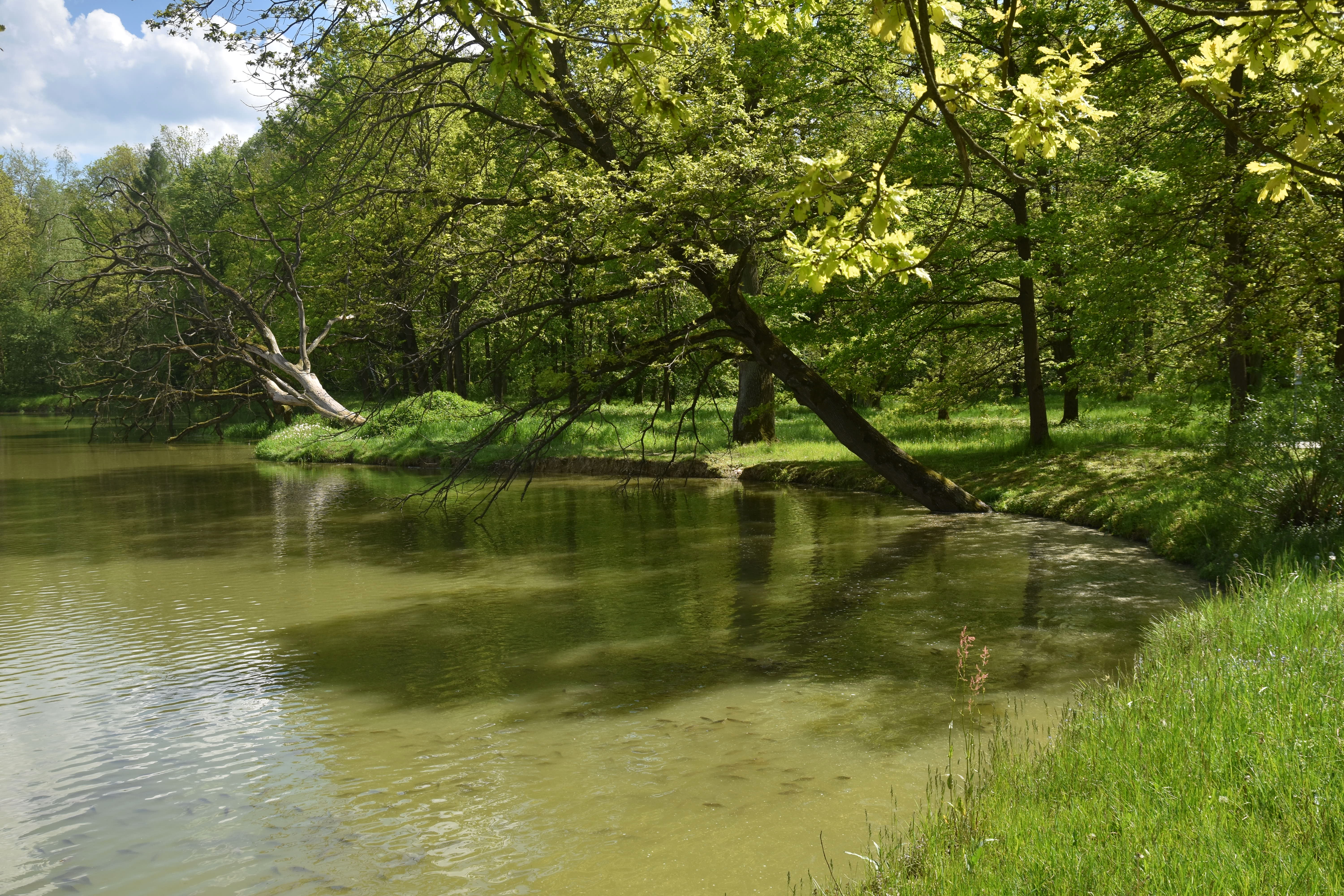
W parku urządzono zbiornik wodny
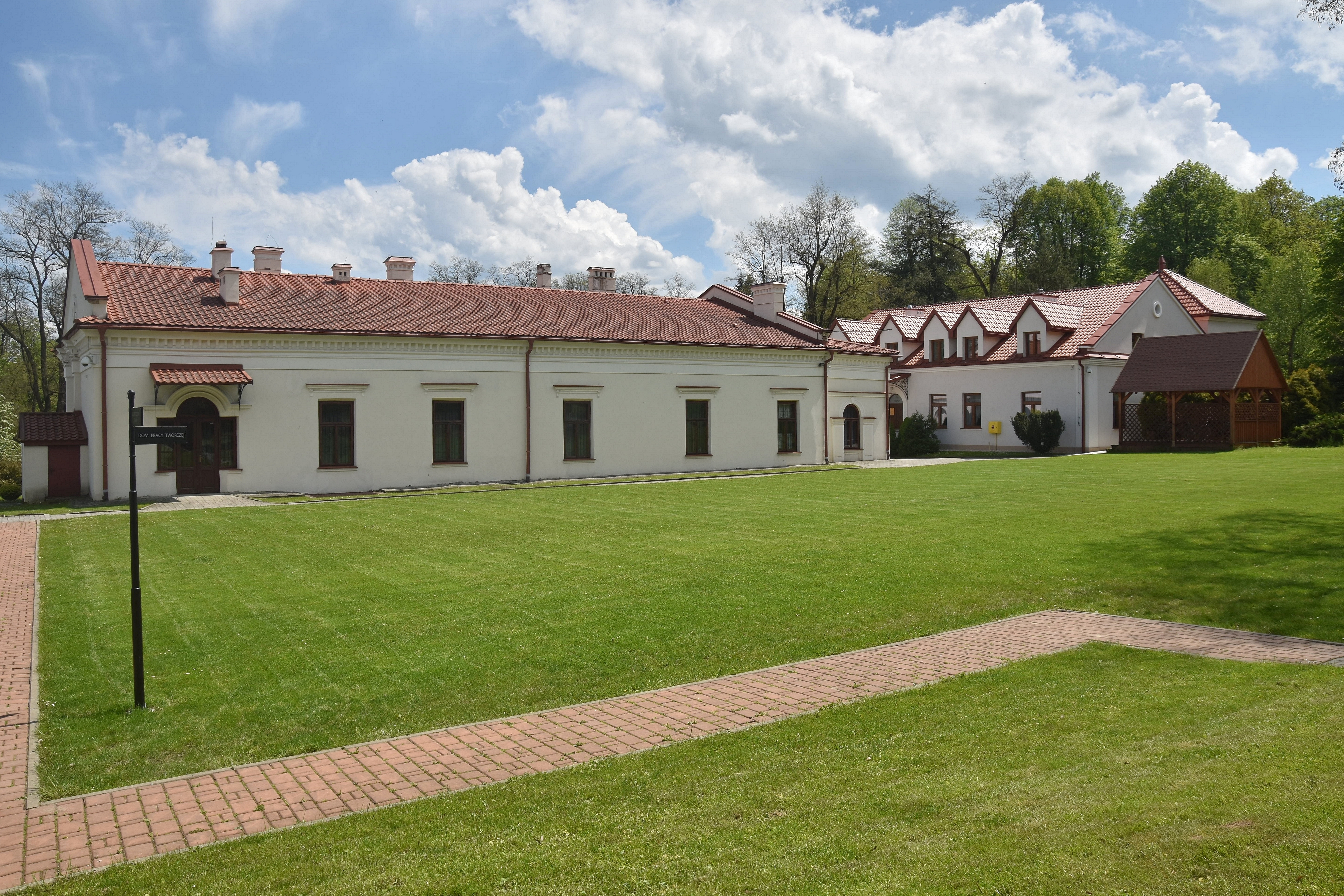
Przy dworku powstał dom pracy twórczej (z prawej)

W 1979 r. gospodarzem dworku zostało Tarnowskie Towarzystwo Muzyczne, które zajęło się odnawianiem budynku oraz parku, a także gromadzeniem pamiątek po Paderewskim. Od 1983 r. w obiekcie zaczęto organizować koncerty muzyki poważnej. W 1990 r. powstało Centrum Paderewskiego Tarnów–Kąśna Dolna, które z czasem (od 11 września 1998 r.) przejęło obowiązki zarządzania dworem i parkiem. Wewnątrz budynku – jedynej zachowanej na świecie posiadłości Paderewskiego – mieszczą się obecnie sale o charakterze muzealnym oraz prowadzona jest działalność koncertowa.
Dwór z oficyną i parkiem 30 maja 1980 r. został wpisany na listę zabytków województwa małopolskiego.